# Hans Georg Berger
Hans Georg Berger (Tréveris, 1951) es un fotógrafo y escritor alemán, especializado en religión comparada y ha realizado estudios fotográficos de diversas religiones alrededor del mundo. 

## Biografía
Nacido en 1951, pasó a colaborar estrechamente en la década de 1970 con el artista Joseph Beuys, quien fue una influencia clave en su concepto de fotografía, y luego con el escritor, fotógrafo y realizador audiovisual francés Hervé Guibert (1955-1991). 
Fue director del Festival Internacional de Teatro de Múnich, de 1977 a 1983, y cofundador con Hans Werner Henze, del festival de teatro musical de la Bienal de Múnich. También ayudó a establecer AIDA, un grupo internacional de vigilancia de los derechos humanos para artistas.
Desde finales de la década de 1980, Berger se ha involucrado cada vez más en una serie de proyectos fotográficos a largo plazo, que analizan diferentes dimensiones de las religiones mundiales. Creó un extenso trabajo sobre el budismo theravada, el islam chiita, el catolicismo y el taoísmo. En la ciudad de Luang Prabang, en el norte de Laos, fundó el Archivo Budista de Fotografía para digitalizar y preservar más de 35.000 fotografías históricas tomadas por los monjes de Laos, y donde su exposición El Buda flotante se instaló permanentemente, en el monasterio de Vat Khili. 
En la isla de Elba (Italia) ha estado involucrado desde 1977 con la restauración del Eremo di Santa Caterina, un antiguo convento franciscano, como centro de arte, y la creación en 1994 de un jardín botánico dedicado a la flora espontánea del archipiélago toscano, el Orto dei Semplici Elbano (huerto de los simples elbaneses). En el «Hortus Conclusus» (Jardín cerrado) medieval del monasterio, creó un jardín de rosas antiguas que con los años atrajo a una gran cantidad de artistas, escritores y jardineros de todos los rincones del mundo.
Berger divide su tiempo entre Italia, Alemania, Irán, Bangkok y Luang Prabang (Laos).

## Publicaciones
Por Hans Georg Berger:
- Het Bun Dai Bun - Laos, Rituales Sagrados de Luang Prabang, Londres 2000 ISBN 1-903391-02-4
- Ceremonias Sagradas de Luang Prabang, París 2001
- El Buda flotante. El renacimiento de la meditación Vipassana en Laos, cuarta edición, Nueva York / Luang Prabang 2009 ISBN 978-0-9844483-1-9
- El fotógrafo de aprendizaje. Textos académicos sobre la obra de arte de Hans Georg Berger en Laos e Irán , Nueva York / Luang Prabang 2009 ISBN 978-0-9844483-0-2
- Guibert en Egypte, Berlín 2013
- My Sacred Laos, Chicago 2015 ISBN 978-1-932476-71-2
- Giardini dell'Eremo, Nueva York / Rio nell'Elba, 2015 ISBN 978-1-941811-01-6
- Monks and the Camera, Nueva York / Luang Prabang, 2016 ISBN 978-1-941811-03-0
- Bei genauerem Hinsehen. Fotografien, Berlín 2016

Junto a otros autores:
- Hans Georg Berger y Herve Guibert, Burdeos 1992: Diálogo de imágenes ISBN 2-905810-90-4
- Hans Georg Berger y Herve Guibert, Arles 1992: Lettres d'Egypte ISBN 2-7427-0557-0
- Hans Georg Berger y Hugh Honor, Arles 1998: Carnets Khmers ISBN 2-7427-0707-7
- Hans Georg Berger y Khamvone Boulyaphone, Luang Prabang 2010: Tesoros del archivo budista de fotografía, Luang Prabang / Laos ISBN 978-09844483-3-3
- John Alan Farmer, Nueva York 2010: La auto-relación. En las fotografías de Hans Georg Berger, ISBN 978-0-9844483-8-8
- Boris von Brauchitsch / Saeid Edalatnejad (ed), Heidelberg 2017: Einsicht. Drei Reisen en die innerste Welt des schiitischen Islam. Fotografía de Hans Georg Berger y frühen iranischen Fotografía , ISBN 978-3-86828-818-6